# Gottlieb Wanzenried
Gottlieb "Türel" Wanzenried (Berna, 2 de setembro de 1906 — Zurique, 24 de junho de 1993) foi um ciclista de estrada suíço.
Competiu nos Jogos Olímpicos de Verão de 1928 em Amsterdã, onde foi membro da equipe suíça de ciclismo que terminou em sexto lugar no contrarrelógio por equipes. Também competiu no contrarrelógio individual.